# Lucilia papuensis
Lucilia papuensis är en tvåvingeart som beskrevs av Pierre Justin Marie Macquart 1843.
Lucilia papuensis ingår i släktet Lucilia och familjen spyflugor. Inga underarter finns listade i Catalogue of Life.